# Економіка Нікарагуа
Економіка Нікарагуа

## Загальна характеристика

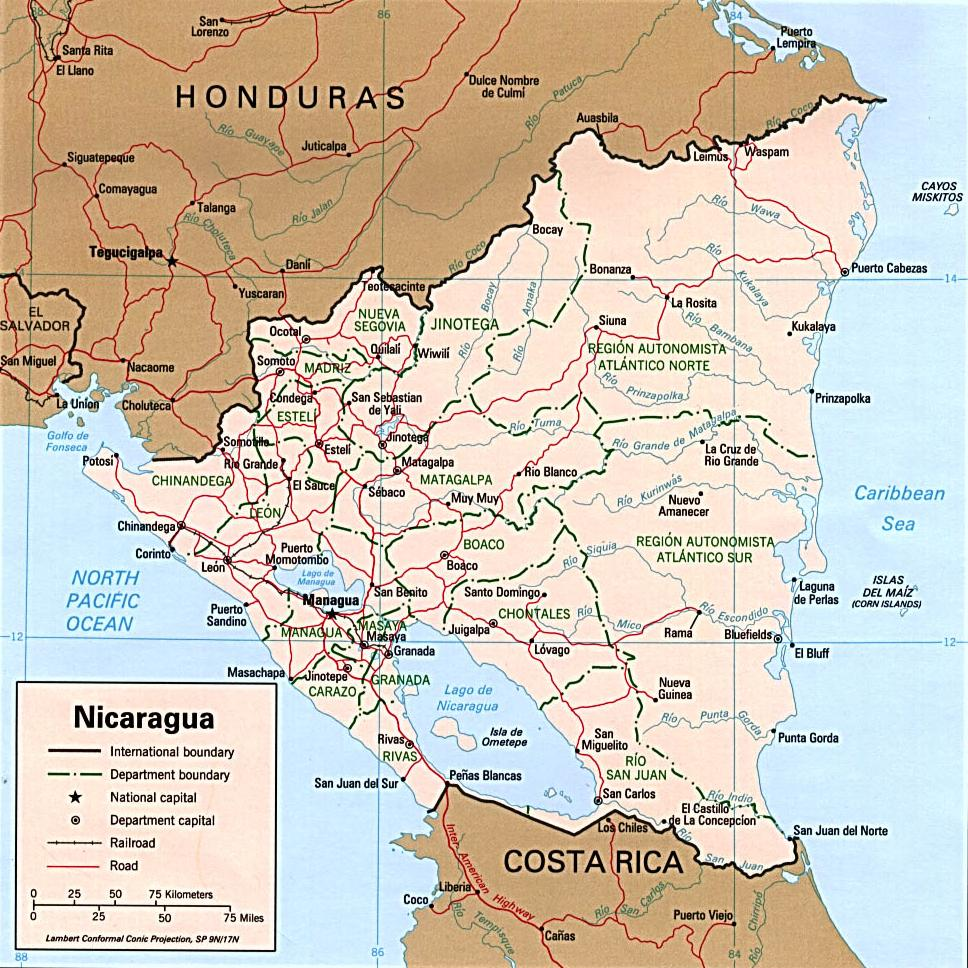
Політична карта Нікарагуа

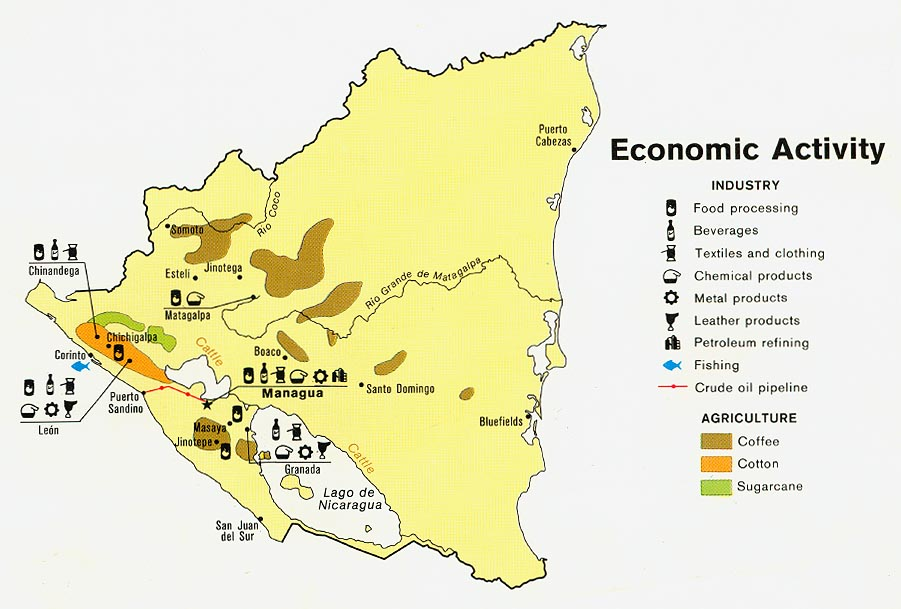
Економічна карта Нікарагуа, 1979

Нікарагуа — г.ч. аграрна країна. Основні галузі промисловості: харчова, хімічна, металовиробна, текстильна та легка промисловість, нафтова. У загальному вантажообігу країни провідна роль належить автотранспорту. Основна частина транспортних артерій зосереджена в західній частині країни. У 1993 загальна протяжність доріг в країні — понад 24 тис. км, здебільшого без твердого покриття. Національна авіакомпанія «Аероніка» здійснює польоти на внутрішніх і міжнародних лініях з столичного летовища Лас-Мерседес. Гол. морські порти — Корінто, Пуерто-Кабесас і Блуфілдс. Найбільший морський порт — Корінто, сполучений зі столицею залізницею.
За даними [Index of Economic Freedom, The Heritage Foundation, U.S.A. 2001]: ВВП — $ 2,2 млрд. Темп зростання ВВП — 4 %. ВВП на душу населення — $452. Прямі іноземні інвестиції — $ 133 млн. Імпорт (нафта, несільськогосподарська сировина, споживчі товари тривалого користування і обладнання) — $ 1,5 млрд (г.ч. США — 31 %; Ґватемала та Японія — по 10 %; Нідерланди — 7,7 %; Мексика — 2,8 %). Експорт (сільськогосподарська продукція, передусім кава, бавовна, цукор, м'ясо і банани) — $ 896 млн (г.ч. США — 36 %; Німеччина — 12,7 %; Коста-Рика — 4,5 %; Іспанія — 4,2 %).
У 20 ст. уряд витрачав на потреби оборони значні кошти, і до кінця 1980-х років в країні лютувала галопуюча інфляція і гостро відчувався нестача споживчих товарів і ліків. У 1987 уряд зіткнувся з серйозними економічними труднощами і був змушений згорнути майже всі соціальні програми. У червні 1989 вибухнула жорстока економічна криза, національна валюта знецінилася. Активізувався чорний ринок. Відродження економіки почалося в 1996, коли зростання виробництва становило 5,5 %, в 1997 — 7 %, 2000 — 4 %.
Енергетичні потреби більш ніж наполовину задовольняються за рахунок дров. Як промислове джерело енергії використовується нафта, що імпортується. Відносно малопотужні ГЕС є в Астур'ясі і Малакатоє, а на вулкані Момотомбо побудована геотермальна станція.

## Трансформація економіки у другій половині ХХ ст
Основу економіки Нікарагуа складає сільське господарство. На експорт продукується бавовна, кава, м'ясо і цукор. Кукурудза, сорго, рис, бобові, гарбузи і інші харчові культури вирощуються для внутрішнього споживання. На Карибському узбережжі розвинений промисел креветок, що складає важливу статтю експорту. Великі площі в Нікарагуа зайняті лісами, однак зараз вони інтенсивно вирубуються. Більшість населення Нікарагуа живе і трудиться на низовинах між Тихим океаном і берегами озер Нікарагуа і Манагуа. Ґрунт в цьому регіоні надзвичайно родючий. Там вирощується бавовник, кукурудза, рис, банани і боби — як для споживання власного населення, так і на експорт.
Обробна промисловість дає близько 25 % національного прибутку. Основні галузі пов'язані з переробкою сільськогосподарської сировини — очищенням цукру, обробкою і розфасуванням м'ясопродуктів, виробництвом харчових масел, напоїв, сигарет, какао, розчинної кави і бавовняних тканин. Є декілька промислових підприємств, що виробляють цемент, хімічні продукти, папір і металовироби, а також нафтопереробний завод.
До 1979 експортні сільськогосподарські культури вирощувалися в основному у великих маєтках, що належали нечисленній еліті, зокрема сімейству Сомоса. Ці маєтки займали велику частину найкращих орних земель. Значна частина харчових продуктів імпортувалася. Після довгих років нестабільності господарство Нікарагуа занепало. Відчутний дефіцит продовольства і питної води .Прагнучи підвищити доходи, Нікарагуа розвиває нові галузі і веде втдобуток корисних копалин — золото, срібло, мідь. До середини 20 ст. основною експортною культурою була кава; пізніше стали експортувати бавовну, м'ясо і цукор. Всі великі землевласники були об'єднані в могутні асоціації виробників бавовни, кави або скотарів, а понад 40 % сільського населення залишилося безземельним. Утворення Центральноамериканського загального ринку створило стимул для швидкого розвитку нових галузей економіки. Революція 1979 внесла корінні зміни в структуру господарства країни. З експропріацією власності сімейства Сомоси і його оточення в сільськогосподарському, промисловому і комерційному секторах значна частина економіки опинилася під контролем держави. Уряд провів також націоналізацію всіх підприємств гірничодобувної промисловості, банків і страхових компаній і взяв у свої руки весь експорт і частину імпорту. Впроваджувалися економічне планування і контроль над ціноутворенням, заробітною платою, наданням кредитів і курсом іноземної валюти. Близько 40 % всього виробництва в країні знаходилося під контролем держави.